# Marina de noche
Marina de noche fue una telenovela argentina emitida en 1985 por Canal 13, protagonizada por Cristina Murta y Rodolfo Ranni, junto con la primera actriz Hilda Bernard, Norberto Díaz, Aldo Barbero y Graciela Stéfani.

## Guion
La telenovela fue dirigida Diana Álvarez y fue escrito por el abogado Gerardo Taratuto, conocido por crear historias descartadas como Compromiso (1983), Hombres de ley (1987), Cuenteros (1993) y Laberinto sin ley (1997).

## Elenco
- Cristina Murta - Marina Casagrande
- Rodolfo Ranni - Moisés Agüero
- Graciela Stéfani - Bianca Rivero
- Alicia Aller - Itatí
- Norberto Díaz - Jeremías
- Hilda Bernard - Rosaura
- Aldo Barbero - Manuel Casagrande
- Nélida Romero - Rosalinda
- Adolfo Yanelli - Camilo
- Alfonso De Grazia - Raimundo
- Francisco Cocuzza[1] - Sandro
- Alberto Argibay - Walter
- Nélida Romero - Luján
- Jacques Arndt - Nestor
- Marta López Pardo - Norberta
- Pablo Codevila - Daniel
- Luis Luque - Gianluca

## Equipo Técnico
- Historia original - Gerardo Taratuto.
- Dirección - Diana Álvarez.